# Порт Барселоны
Порт Барселоны — морской порт в городе Барселона на Средиземном море. Порт является крупнейшим в Средиземноморье и 4-м в мире по объемам пассажирских перевозок.
Порт состоит из трех частей: первая — коммерческий порт, энергетический и логистический порты; вторая — круизный порт; третья — старая часть порта — Порт Велл (исп.) и рыбный порт.

## История
В XIII веке Педро III Арагонский приказал создать Королевские доки. Но до XV века в Барселоне не было настоящего порта, а торговцы были вынуждены разгружать свои товары в части южнее Монтжуика, где отсутствовала защита для судов.
Порт Барселоны заложен в 1477 году в годы правления Хуана II Арагонского. Остров Майанс (исп.) был соединён с берегом, а позже и слился с сушей и стал Барселонетой. Барселона получила право проведения летних Олимпийских игр 1992 года. Решили построить Олимпийскую деревню и Порт Олимпик.

## Внешние ссылки
- Официальный сайт Архивная копия от 14 сентября 2019 на Wayback Machine